# نيك هوليداي
نيك هوليداي (بالإنجليزية: Nick Holliday)‏ هو لاعب كرة قدم أمريكي، ولد في 17 يناير 2006 في تشابل هيل في الولايات المتحدة.